# Вигурівщина-Троєщина
Вигу́рівщина-Троє́щина, також Виґу́рівщина-Троє́щина (у 1982–1987 роках просто Троєщина) — житловий масив у Деснянському районі міста Києва, побудований на місці села Вигурівщина і прилеглих до нього луках. Із заходу межує з селом Троєщина, південною межею є проспект Романа Шухевича та перехрестя вулиць Братиславської і Крайньої, зі сходу — промислова зона, в якій розташовані Банкнотно-монетний двір Національного банку України (БМД НБУ), Київська ТЕЦ-6 та інші підприємства, з півночі — поле, за яким знаходиться село Погреби.

## Історія

Печатка з гербом Київського городничого Станіслава Вигури, від імені якого походить назва Вигурівщина. 1614-1622 рр

Генеральний план житлового масиву Троєщина розробили архітектори Юрій Паскевич, Григорій Слуцький, Є. В. Фролов, Микола Дьомін, Валентин Єжов та інші; у розробці окремих мікрорайонів і житлових груп брали участь архітектори Вадим Гречина, Володимир Коломієць, Всеволод Суворов та інші.
На Троєщині будинки експериментально зафарбовувані суперграфікою (проєкт: Пасивенко Володимир Іванович, Прядка Володимир Михайлович), що здалеку мала створювати візерунок.
У 1976 році відкрили Північний міст і почали планувати забудову на територіях, що прилягали до моста.  У лютому 1981 року була розпочата інженерна підготовка — гідронамив та спорудження першої черги масиву. Першим було споруджено 5-й мікрорайон, перші будинки заселені в липні 1983 року. Далі було споруджено 6-й, 7-й, 8-й, 1-й, 3-й та 2-й мікрорайони. У 1987 році було розпочато спорудження другої черги масиву — 11-й, 9-й, 14-й та 13-й мікрорайони. У 1991 році було розпочато спорудження третьої черги масиву — 22-й, 21-й, 23-й, 26-й, 24-й мікрорайони. У 1982–1987 роках масив мав назву Троєщина, сучасна назва — з 1987 року.
Після Чорнобильської катастрофи саме у цьому новому районі розселили вісімнадцять тисяч постраждалих.
У 1997 році на вулиці Кірова (нині — вулиця Митрополита Володимира Сабодана) освячено Свято-Троїцький собор.
Масив займає площу 3265 га і розрахований на 280 000 жителів.
В ході російсько-української війни квартали Троєщини зазнавали обстрілів з боку російського агресора. Так, 27 лютого снаряд вибухнув поблизу багатоповерхівки на вул. Миколи Лаврухіна, в результаті чого згоріло сім припаркованих у дворі автівок, пошкоджено вікна будівлі, але інші будинки цілі..

## Зображення

Святотроїцька церква
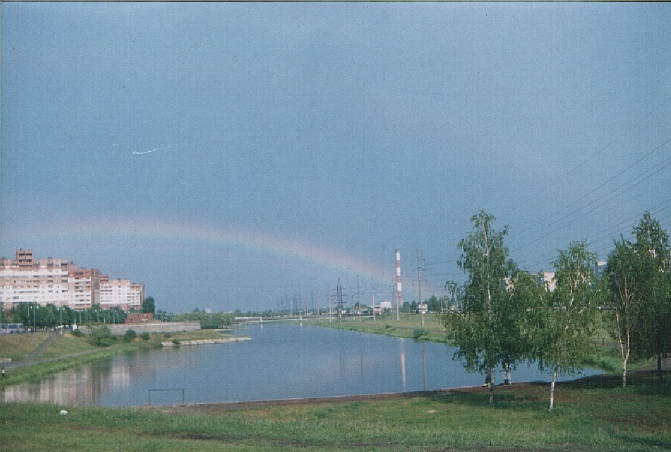
Веселка над житловим масивом
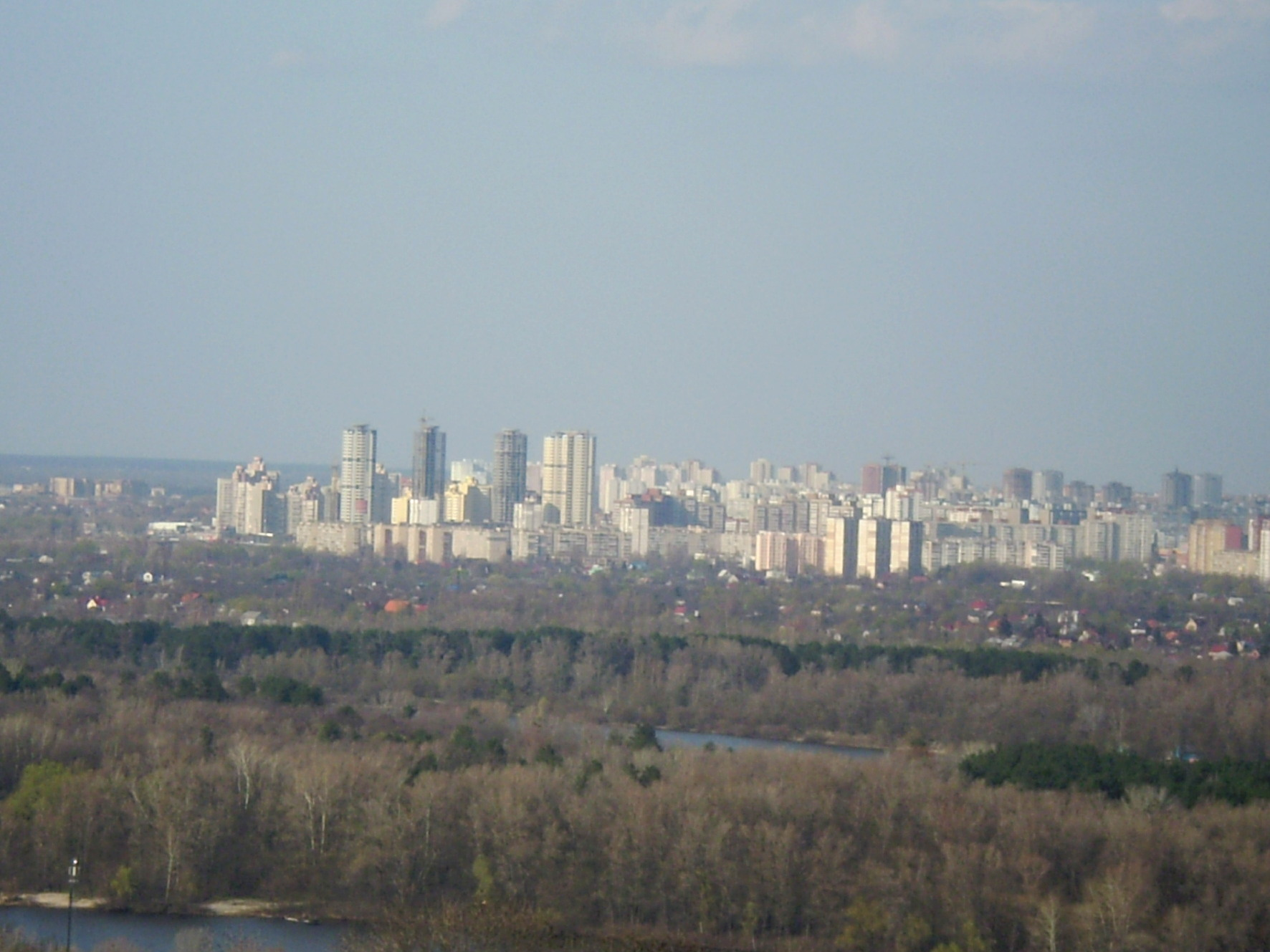
Панорама Троєщини з правого берега Дніпра
Обеліск «захисникам вітчизни до 60-річчя перемоги»
Пам'ятник до 20-річчя Чорнобильської катастрофи
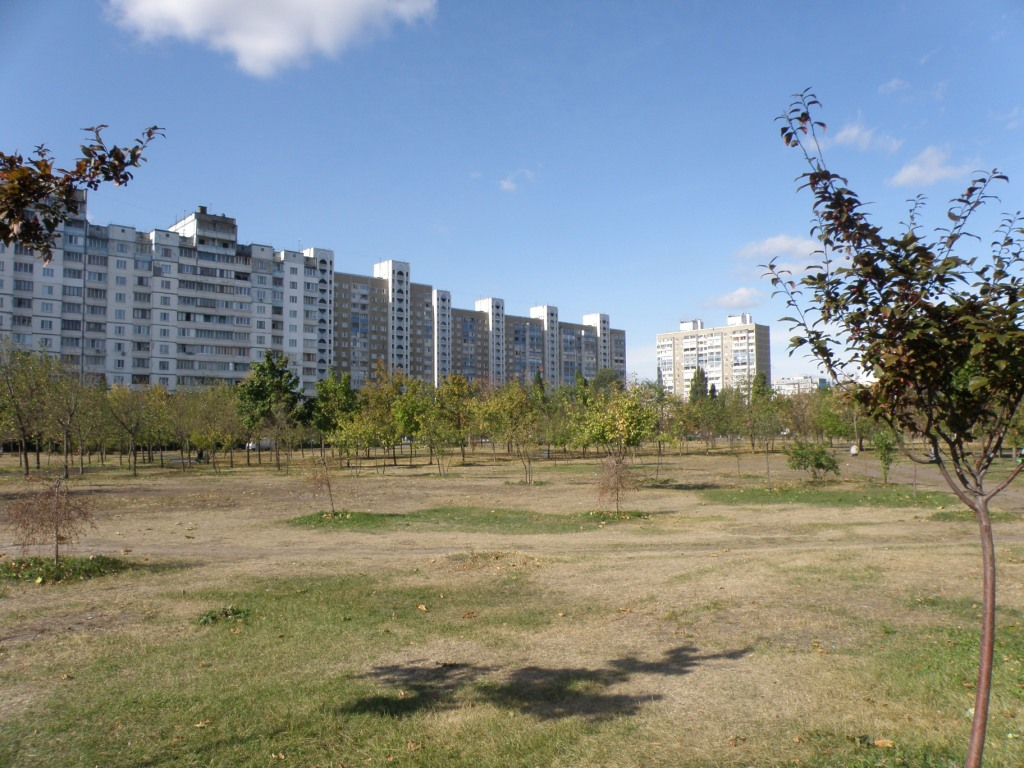
Житлові будинки по вул. Архітектора Ніколаєва
Деснянська райдержадміністрація
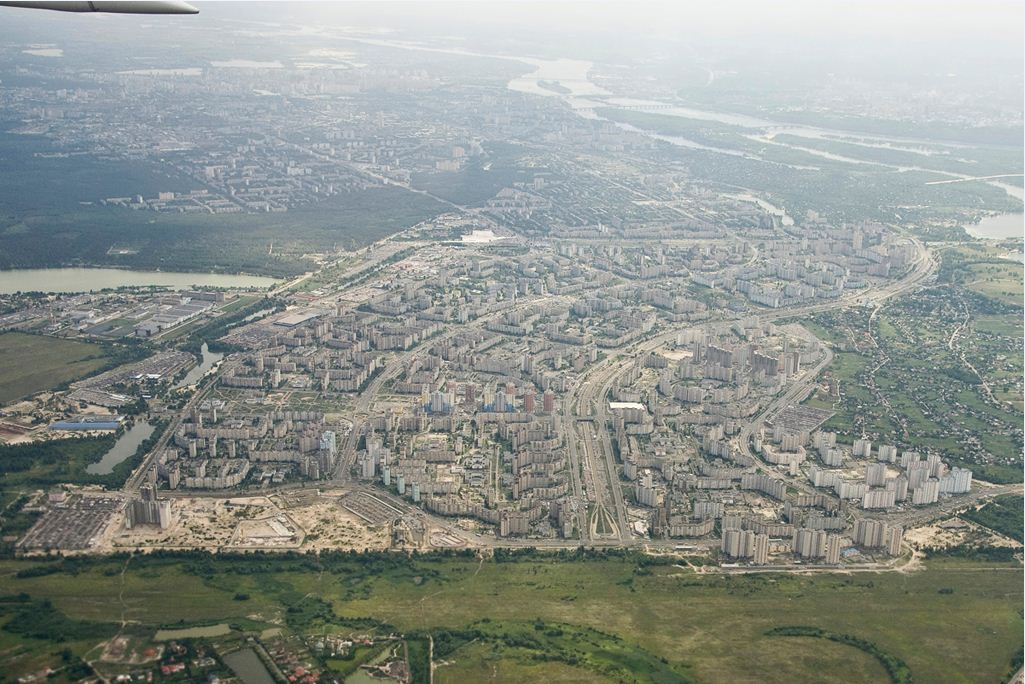
Троєщина з висоти пташиного лету
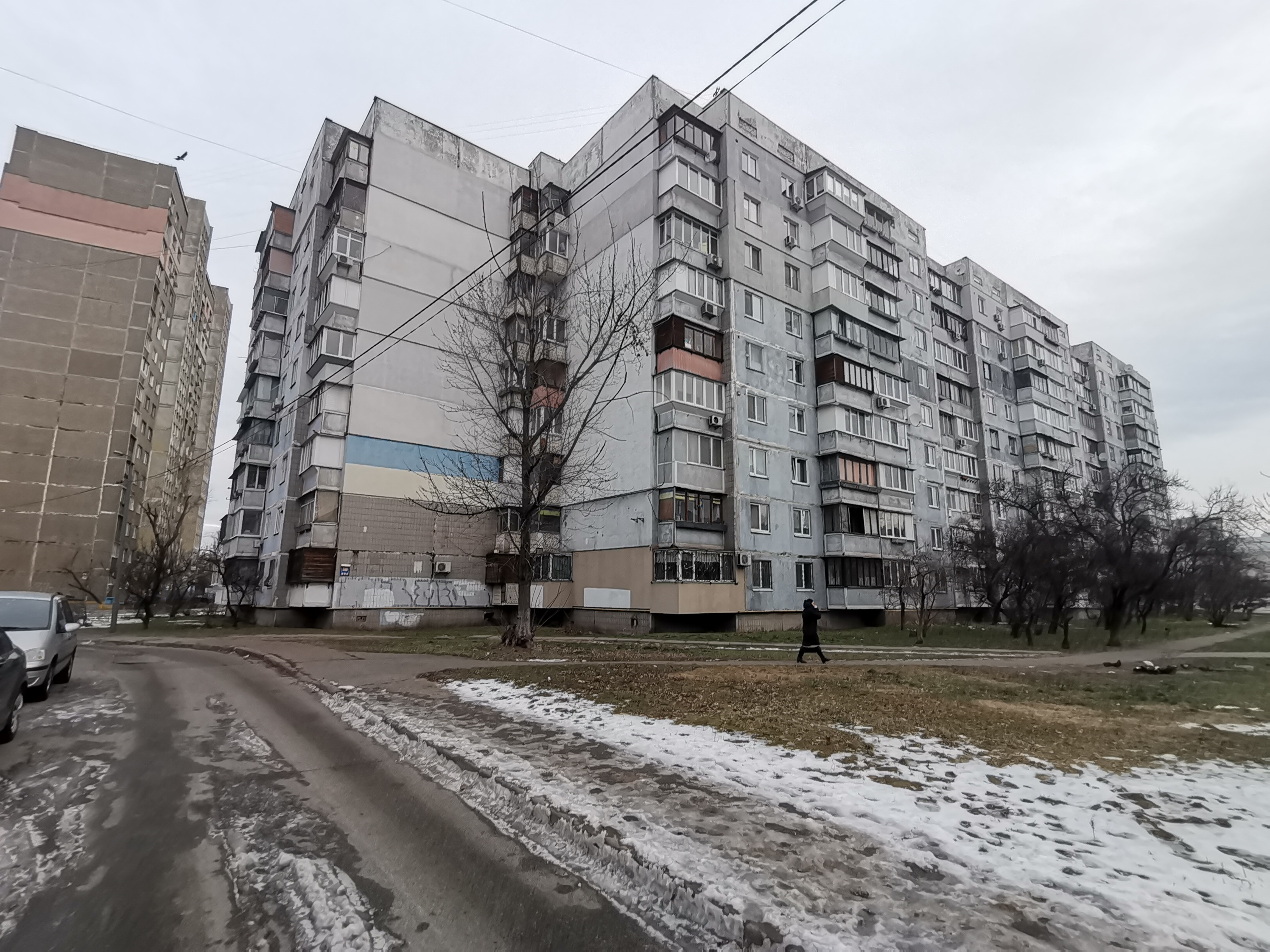
Будинок серії 111-134 1984 року. Проспект Червоної калини 41/1
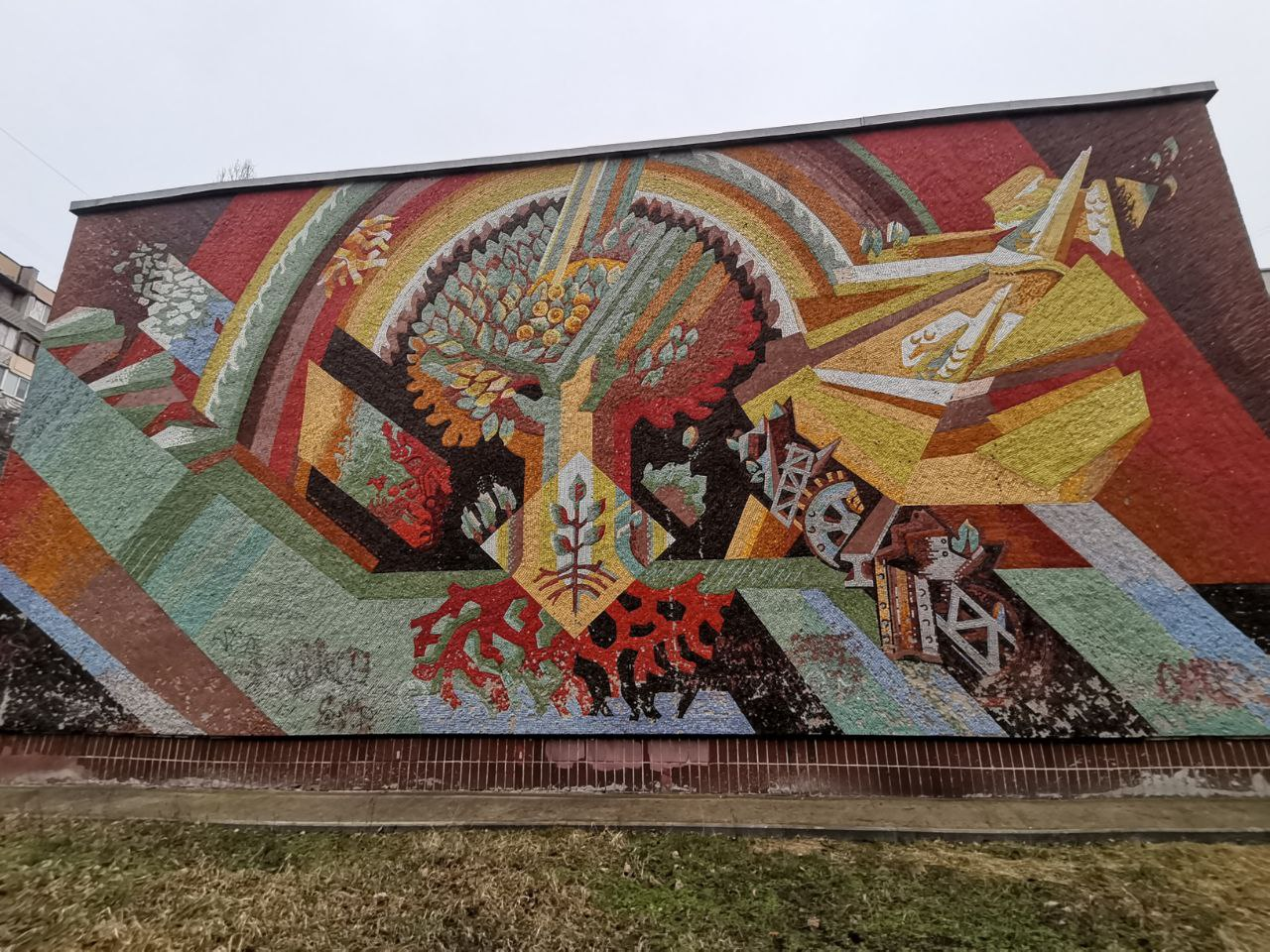
Мозаїка «Збережемо нашу землю», 1987–88, на фасаді дитячої поліклініки, Владимирова Олена Іванівна
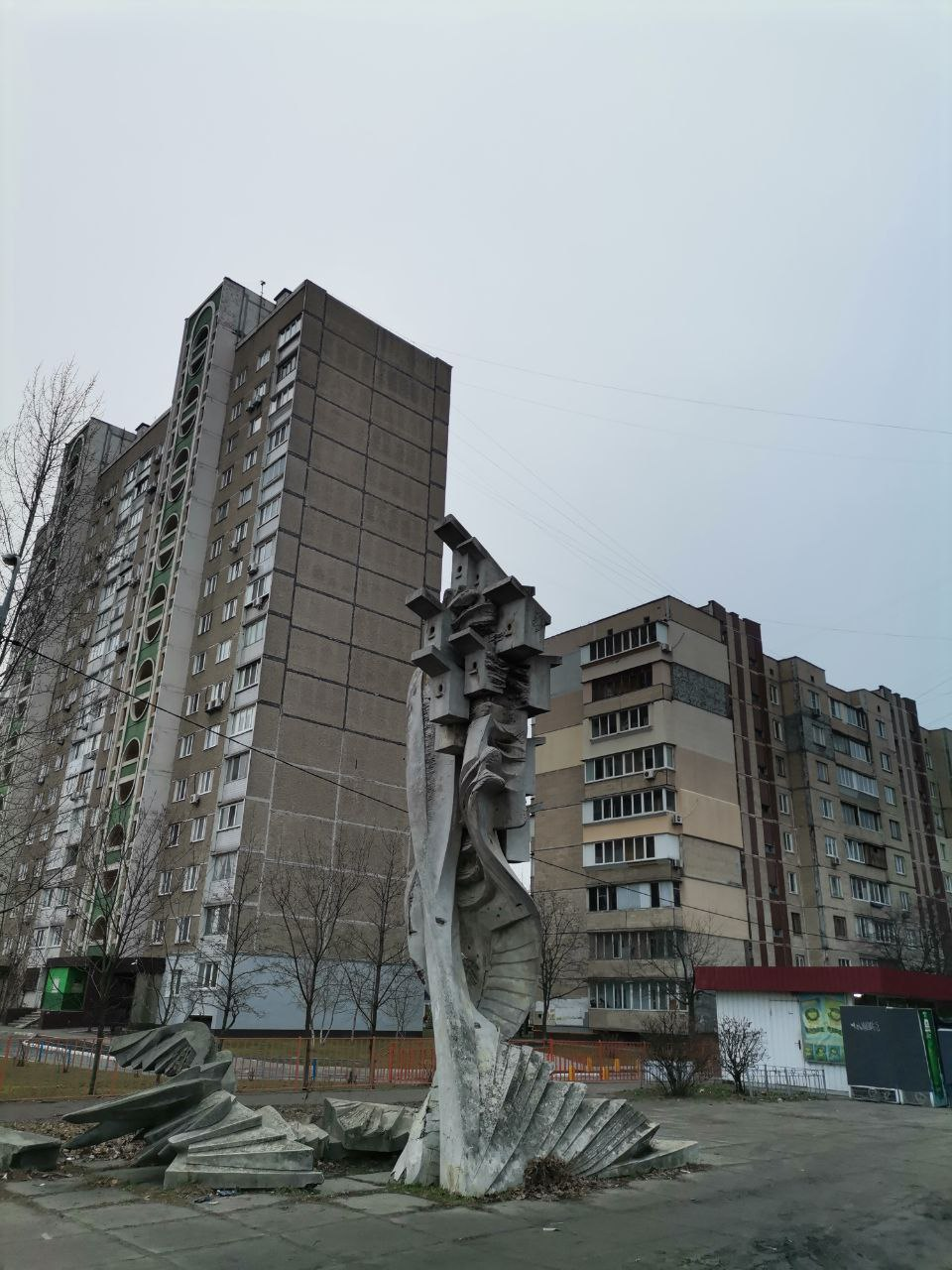
Скульптура Коткова Ернеста, «В пам‘ять жертвам Чорнобиля на фоні будинка серії КТ

## Постаті
- Наконечний Іван Максимович (1931—2014) — активіст Євромайдану, найстарший загиблий Небесної сотні, Герой України, Офіцер ВМС СРСР.